# TVR 3000
La TVR 3000 M et ses dérivées 3000S, Taimar et Turbo, sont des voitures construites par TVR entre 1972 et 1979.

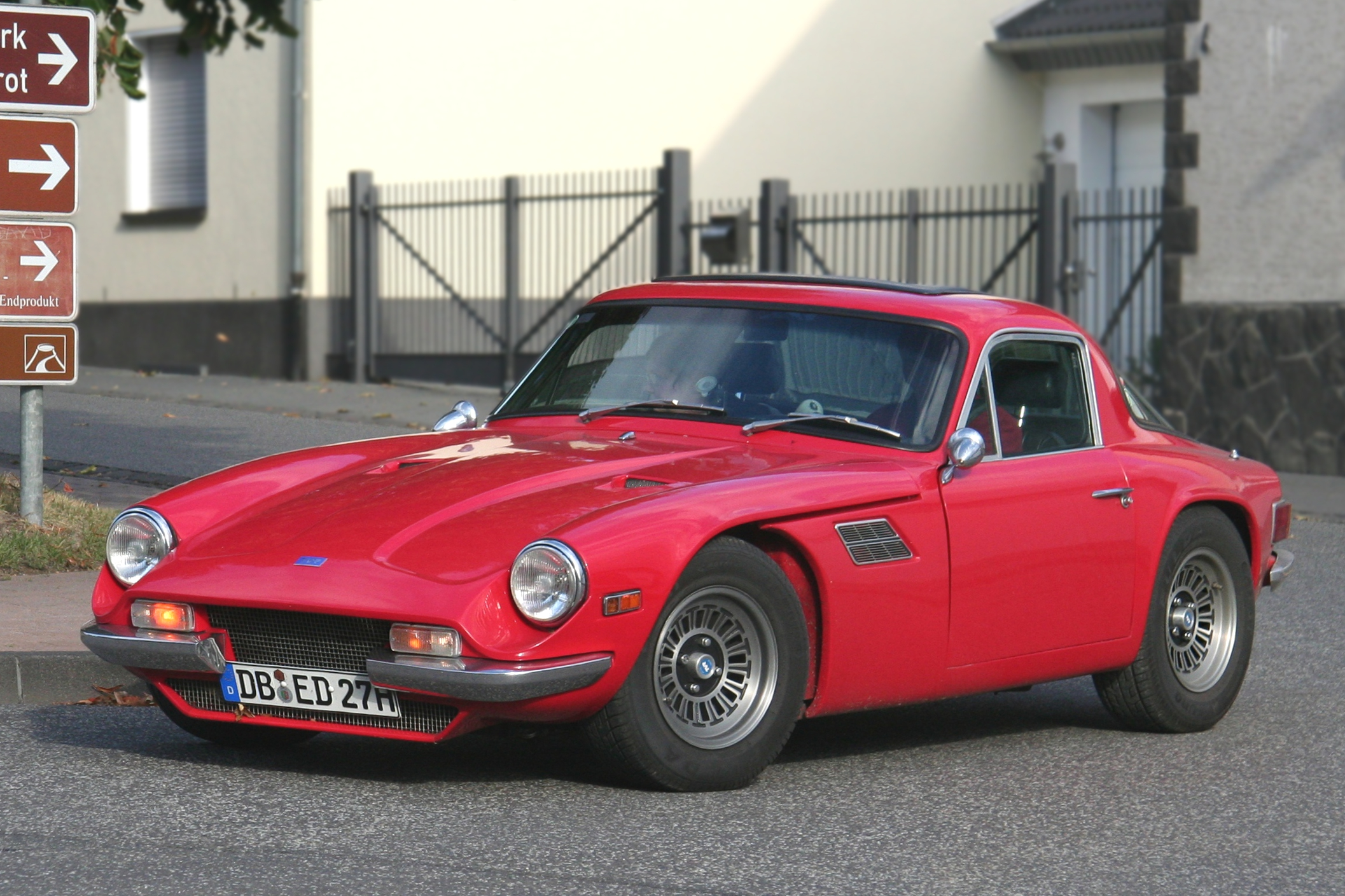
La TVR 3000 M

## Versions

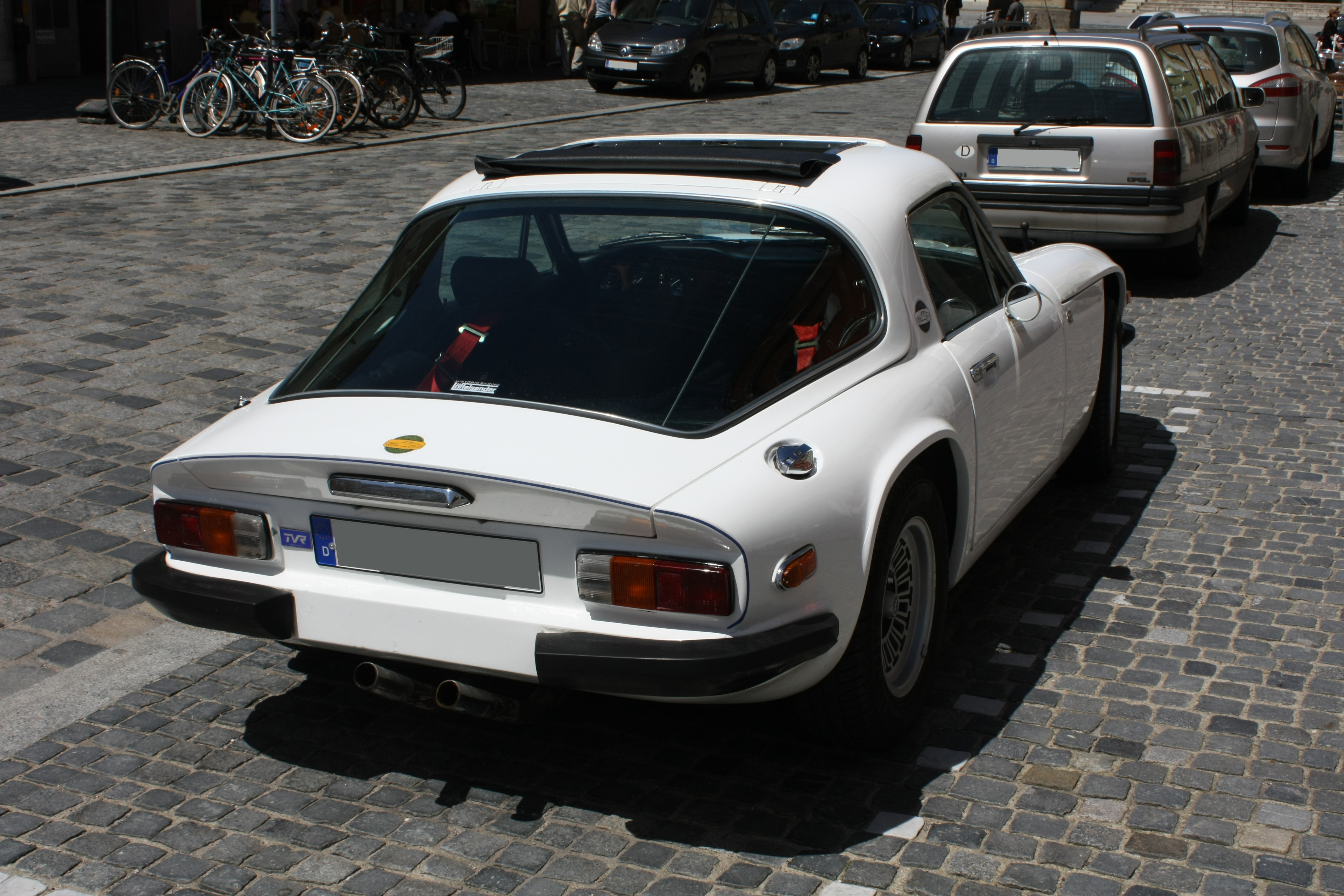
L'arrière de la Taimar

En 1970, alors que la production augmente, TVR s’installe dans de nouveaux locaux, toujours à Blackpool.
En 1972, TVR présente la série M (M comme Martin) doté d’un nouveau châssis, conçu par Mike Bigland, adapté aux nouvelles contraintes du temps et qui remplace celui que John Thurner avait dessiné pour la Grantura.
La série M sera décliné en petite cylindrée (1,6 litre) jusqu’à une version Turbo 3 litres (à l’époque TVR prétendait qu’elle était plus rapide que la Porsche 911 Turbo mais c’est exagéré).
En 1976, TVR propose une version avec hayon de sa série M : la Taimar. À la fin des années 1970 sort aussi une version cabriolet, le premier de série de la marque, en effet jusqu’ici TVR ne produisait que des coupés.
La série M marque une étape importante pour TVR, le passage à la grande série (à l’échelle de TVR) avec presque 2500 exemplaires fabriqués en 8 années de production.